# Mario Barrios
Mario Thomas Barrios (San Antonio, 18 maggio 1995) è un pugile statunitense di origini messicane.
È il campione WBC dei pesi welter dal 2024 e ha detenuto dal 2019 al 2021 il titolo WBA dei pesi superleggeri.

## Biografia
Barrios nasce a San Antonio da genitori di origini messicane.
Ha una sorella, Selina, anch'essa pugile professionista.

## Carriera
Fa il suo debutto da professionista nel 2013 sconfiggendo lo statunitense Rigoberto Moreno per ko tecnico alla prima ripresa.
Il 28 settembre 2019 vince per decisione unanime la sfida contro il russo Batyr Akhmedov valida per il titolo vacante WBA dei pesi superleggeri.
Perde il titolo due incontri dopo contro Gervonta Davis per ko tecnico all'undicesima ripresa.
Dopo la sconfitta con Davis, Barrios sale di categoria, passando ai pesi welter, perdendo prima contro l'ex campione lineare Keith Thurman e poi vincendo contro il portoricano Jovanie Santiago in una sfida valida per il titolo WBC delle Americhe Continentali dei pesi welter.
Il 30 settembre 2023 sconfigge alla T-Mobile Arena di Paradise l'ex campione WBA dei pesi welter Yordenis Ugás, conquistando il titolo vacante WBC.
Il 27 maggio 2024 Barrios viene promosso a campione ufficiale WBC della categoria dopo la decisione dell'organizzazione di togliere la cintura al campione in carica Terence Crawford, che salito ai pesi superwelter, non era certo di ritornare nella categoria per difendere il titolo.

## Record professionale
| No. | Risultato | Record | Avversario            | Metodo | Round   | Data              | Città          | Note                                                                    |
| --- | --------- | ------ | --------------------- | ------ | ------- | ----------------- | -------------- | ----------------------------------------------------------------------- |
| 33  | Pareggio  | 29–2–1 | Manny Pacquiao        | MD     | 12      | 19 luglio 2025    | Paradise       | Difende il titolo WBC dei pesi welter                                   |
| 32  | Pareggio  | 29–2–1 | Abel Ramos            | SD     | 12      | 15 novembre 2024  | Arlington      | Difende il titolo WBC dei pesi welter                                   |
| 31  | Vittoria  | 29–2   | Fabián Maidana        | UD     | 12      | 4 maggio 2024     | Paradise       | Difende il titolo ad interim WBC dei pesi welter                        |
| 30  | Vittoria  | 28–2   | Yordenis Ugás         | UD     | 12      | 30 settembre 2023 | Paradise       | Vince il titolo ad interim WBC vacante dei pesi welter                  |
| 29  | Vittoria  | 27–2   | Jovanie Santiago      | TKO    | 8 (10)  | 11 febbraio 2023  | San Antonio    | Vince il titolo vacante WBC delle Americhe Continentali dei pesi welter |
| 28  | Sconfitta | 26–2   | Keith Thurman         | UD     | 12      | 5 febbraio 2022   | Paradise       |                                                                         |
| 27  | Sconfitta | 26–1   | Gervonta Davis        | TKO    | 11 (12) | 26 giugno 2021    | Atlanta        | Perde il titolo WBA dei pesi superleggeri                               |
| 26  | Vittoria  | 26–0   | Ryan Karl             | TKO    | 6 (12)  | 31 ottobre 2020   | San Antonio    | Difende il titolo WBA dei pesi superleggeri                             |
| 25  | Vittoria  | 25–0   | Batyr Akhmedov        | UD     | 12      | 28 settembre 2019 | Los Angeles    | Vince il titolo vacante WBA dei pesi superleggeri                       |
| 24  | Vittoria  | 24–0   | Juan Jose Velasco     | KO     | 2 (10)  | 11 maggio 2019    | Fairfax        |                                                                         |
| 23  | Vittoria  | 23–0   | Richard Zamora        | KO     | 4 (10)  | 9 febbraio 2019   | Carson         |                                                                         |
| 22  | Vittoria  | 22–0   | Jose Roman            | RTD    | 8 (10)  | 28 luglio 2018    | Los Angeles    | Vince il titolo vacante WBA Intercontinentale dei pesi welter           |
| 21  | Vittoria  | 21–0   | Eudy Bernardo         | TKO    | 2 (10)  | 10 marzo 2018     | San Antonio    |                                                                         |
| 20  | Vittoria  | 20–0   | Naim Nelson           | TKO    | 7 (10)  | 19 settembre 2017 | Bethlehem      |                                                                         |
| 19  | Vittoria  | 19–0   | Jose Luis Rodriguez   | KO     | 7 (10)  | 11 giugno 2017    | Lancaster      |                                                                         |
| 18  | Vittoria  | 18–0   | Yardley Armenta Cruz  | TKO    | 6 (8)   | 4 marzo 2017      | New York       |                                                                         |
| 17  | Vittoria  | 17–0   | Claudio Rosendo Tapia | KO     | 2 (8)   | 10 dicembre 2016  | Los Angeles    |                                                                         |
| 16  | Vittoria  | 16–0   | Devis Boschiero       | UD     | 12      | 9 luglio 2016     | Trenton        |                                                                         |
| 15  | Vittoria  | 15–0   | Edgar Gabejan         | UD     | 8       | 16 aprile 2016    | New York       |                                                                         |
| 14  | Vittoria  | 14–0   | Manuel Vides          | KO     | 6 (8)   | 12 dicembre 2015  | San Antonio    |                                                                         |
| 13  | Vittoria  | 13–0   | Enrique Tinoco        | UD     | 8       | 10 novembre 2015  | Austin         |                                                                         |
| 12  | Vittoria  | 12–0   | Eduardo Rivera        | KO     | 1 (8)   | 26 settembre 2015 | Birmingham     |                                                                         |
| 11  | Vittoria  | 11–0   | Jose Cen Torres       | TKO    | 4 (8)   | 6 settembre 2015  | Corpus Christi |                                                                         |
| 10  | Vittoria  | 10–0   | Jose Arturo Esquivel  | UD     | 8       | 18 luglio 2015    | El Paso        |                                                                         |
| 9   | Vittoria  | 9–0    | Jose Del Valle        | KO     | 6 (6)   | 9 maggio 2015     | Hidalgo        |                                                                         |
| 8   | Vittoria  | 8–0    | Justin Lopez          | TKO    | 3 (6)   | 7 marzo 2015      | Paradise       |                                                                         |
| 7   | Vittoria  | 7–0    | Juan Sandoval         | UD     | 4       | 20 novembre 2014  | Los Angeles    |                                                                         |
| 6   | Vittoria  | 6–0    | Abraham Rubio         | KO     | 1 (4)   | 8 ottobre 2014    | Biloxi         |                                                                         |
| 5   | Vittoria  | 5–0    | Salvador Perez        | KO     | 1 (4)   | 25 luglio 2014    | Indio          |                                                                         |
| 4   | Vittoria  | 4–0    | Jaxel Marrero         | UD     | 4       | 10 maggio 2014    | Los Angeles    |                                                                         |
| 3   | Vittoria  | 3–0    | Lyonell Kelly         | UD     | 4       | 7 marzo 2014      | Pala           |                                                                         |
| 2   | Vittoria  | 2–0    | Manuel Rubalcava      | UD     | 4       | 10 febbraio 2014  | San Antonio    |                                                                         |
| 1   | Vittoria  | 1–0    | Rigoberto Moreno      | TKO    | 1 (4)   | 11 novembre 2013  | San Antonio    | Debutta tra i professionisti                                            |